# Сотирия Влаху
Сотирия Йоани Влаху (на гръцки: Σωτηρία Ιωάννη Βλάχου) е гръцки политик от радикалнодясната партия Златна зора, депутат в Гръцкия парламент от септември 2015 година.

## Биография
Притежава компания за международен превоз на товари до и от Европа.
Избрана е от Златна зора за депутат от избирателен район Халкидики на изборите през януари и септември 2015 година.